# Ópera de Abay
La Ópera de Abay (en kazajo: Абай атындағы қазақ мемлекеттік академиялық опера және балет театры) es un teatro de ópera ubicado en la ciudad kazaja de Almatý. Construido en 1936, es considerado uno de los edificios culturales más importantes del país y fue nombrado en honor al poeta, compositor y filósofo kazajo Abay Kunanbayuli.
Su fundador (1934) y primer director fue Eugeny Brusilovski, que creó ocho óperas nacionales y un ballet (Kyz-Zhibek, Yer-Targhyn, Aiman-Sholpan, Birzhan y Sara, Kamar-sulu entre otras) Se realizan más de cuarenta piezas occidentales y kazajas, que incluyen óperas, ballets y actuaciones de música clásica. También alberga la famosa ópera Abaí, con música de Akhmed Zhubanov y Latif Khamidi, libreto de Mukhtar Auezov.
La última renovación del edificio se completó en el año 2000.
En marzo de 2016, el teatro inauguró su propio museo donde se exponen imágenes desde sus inicios y atuendos de espectáculos realizados entre otras exposiciones.